# Santa Lucia di Piave
Santa Lucia di Piave es una comuna con 7.226 habitantes en la provincia de Treviso.

## Evolución demográfica
| Gráfica de evolución demográfica de Santa Lucia di Piave entre 1861 y 2001 |
|                                                                            |
| Fuente ISTAT - elaboración gráfica de Wikipedia                            |

## Sitios de interés
La iglesia parroquial es un ejemplo de arquitectura neogótica que posee un órgano construido en 1882 por el veronés Gaetano Zanfretta.

## Cultura
A finales de año es habitual la celebración de la Fiere di Santa Lucia di Piave que en el año 2009 celebró su 1349ª edición.